# New Hope, Texas
New Hope là một thị trấn thuộc quận Collin, tiểu bang Texas, Hoa Kỳ. Năm 2010, dân số của thị trấn này là 614 người.

## Dân số
- Dân số năm 2000: 662 người.
- Dân số năm 2010: 614 người.